# 2002 في كندا
فيما يلي قوائم الأحداث التي وقعت خلال عام 2002 في كندا.

## سياسة

### تعيين في المنصب
- 21 مايو – ستيفن هاربر زعيم المعارضة الرسمية [الإنجليزية]‏،عضو مجلس العموم الكندي.

### انتهاء فترة المنصب
- 2 يونيو – بول مارتن وزير المالية [الإنجليزية]‏.

## رياضة
- 9 يونيو – جائزة كندا الكبرى 2002 الفائز مايكل شوماخر.

## ظهور
- 1 يناير – كروميو

## أفلام
من الأفلام التي صدرت هذه السنة في كندا:
- 1 يناير – اعترافات عقلية خطيرة من إخراج جورج كلوني.
- 1 يناير – العنكبوت من إخراج ديفد كروننبرغ.
- 1 يناير – سباق الفئران من إخراج جيري زاكر.
- 1 يناير – كا-19 صانعة الأرامل من إخراج كاثرين بيغلو.
- 18 يناير – الحرية المكبلة من إخراج Kari Skogland [الإنجليزية]‏.
- 15 فبراير – عودة إلى أرض الأحلام من إخراج دونوفان كوك، Robin Budd  [لغات أخرى]‏.
- 22 فبراير – ماي بيغ فات غريك ويدنغ من إخراج جويل زويك [الإنجليزية]‏.
- 15 مايو – بولينج لكولومباين من إخراج مايكل مور.
- 29 أغسطس – فريدا من إخراج جوليا تيمور.
- 10 ديسمبر – شيكاغو من إخراج روب مارشال.

## برامج ومسلسلات وأنمي
- مغامرات فريد

## موسيقى

### ألبومات
من الألبومات التي صدرت هذه السنة في كندا:
- 4 يونيو – لت غو من غناء آفريل لافين.

## مواليد

### ديسمبر
- 23 ديسمبر – فين ولفهارد ممثل كندي.

## وفيات

### يناير
- 29 يناير – هارولد راسيل (مواليد 1914)

### أكتوبر
- 21 أكتوبر – جورج هال (مواليد 1916)
- 29 أكتوبر – غلين مكوين (مواليد 1960) رسّام رسوم متحركة كندي.